# اویسخارا
اویسخارا (روسی: Ойсхара) یک شهرک در شهرستان گودرمسکی استان چچن کشور روسیه است.